# Metropolitana di Miami
La metropolitana a cielo aperto di Miami è il principale sistema di trasporto rapido gestito da Miami-Dade Transit a Miami. Sono attive 24,4 miglia (39,3 km) di linea ferroviaria; è l'unica metropolitana in Florida.
Esistono due sistemi di trasporto tra loro integrati: il Metrorail, servizio su rotaia con conducente, più un servizio di metropolitana automatica su gomma, chiamato Metromover, che attraversa il centro della città di Miami, collegando ai suoi estremi il campus Wolfson dell'università statale Miami Dade College ed il centro economico Brickell. Al contrario degli altri mezzi pubblici, il Metromover è un servizio zero-fare.

## Metrorail
Il Metrorail è organizzato su due servizi principali:
- Linea verde: dalla stazione di Dadeland South a Palmetto;
- Linea arancione: dalla stazione di Dadeland South all'Aeroporto Internazionale di Miami.

I treni dei due servizi si alternano sulla stessa linea ferroviaria dalla stazione di Dadeland South ad Earlington Heights.

## Metromover
È organizzata su tre differenti servizi:
- Inner loop: serve con un percorso orario ad anello la zona di Downtown Miami;
- Omni loop: serve con un percorso antiorario ad anello la zona di Downtown Miami e si estende con un ramo verso il quartiere di Omni;
- Brickell loop: serve con un percorso antiorario ad anello la zona di Downtown Miami e si estende con un ramo verso il quartiere di Brickell.

I treni dell'Omni loop e del Brickell loop si alternano sulla linea esterna dell'Inner loop, condividendone le stazioni. Le uniche eccezioni sono le stazioni di Miami Avenue (solo per l'Inner loop) e di Third Street (solo per Brickell ed Omni loop).

## Storia
Nel giugno 1983 il primo segmento della metropolitana fu completato con la costruzione del ponte di Miami River. Altri segmenti vennero aperti successivamente nel dicembre 1984 a Earlington Heights Station e la stazione di Okeechobee nel maggio 1985. Nel marzo 1989 venne aperta una stazione temporanea per fornire una connessione con il recente utilizzo del treno per i pendolari Tri-Rail, e nel 30 Maggio del 2003, venne aperta la Palmetto Station, attuale capolinea della linea verde.
La costruzione della 23ª stazione all'Aeroporto Internazionale di Miami (Miami Central Station) è iniziata nel maggio 2009 ed è entrata in funzione il 28 luglio 2012. Sarà il punto di interconnessione con altri sistemi di trasporto ferroviario:
- Tri-Rail: una linea per pendolari che collega Miami, Fort Lauderdale e West Palm Beach;
- Silver Meteor e Silver Star: linee ferroviarie gestite da Amtrak, che collegano Miami con New York.

Dal 2011 tutti i treni Metrorail offrono gratuitamente accesso Wi-Fi.

## Stazioni

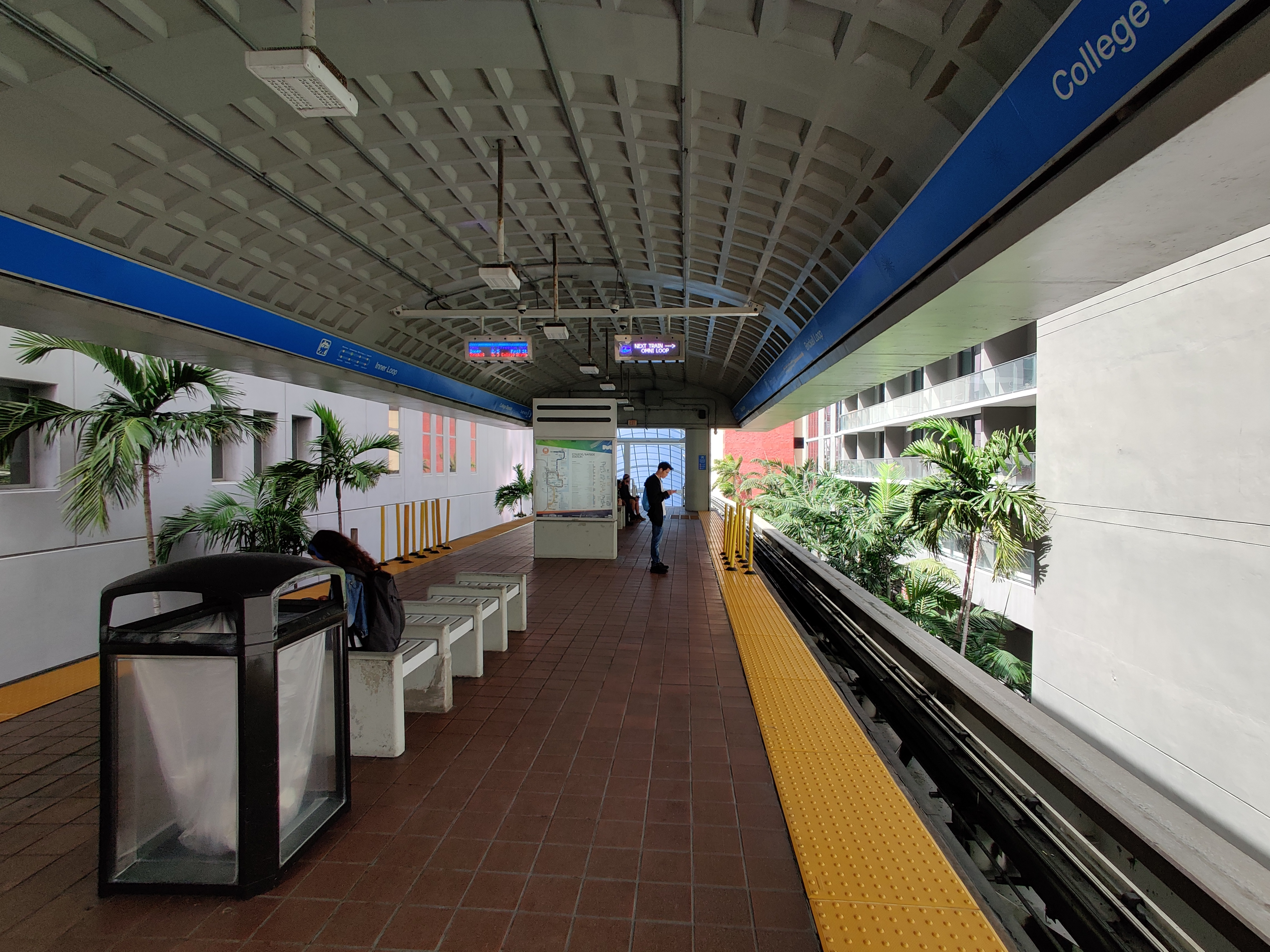
College/Bayside Metromover station

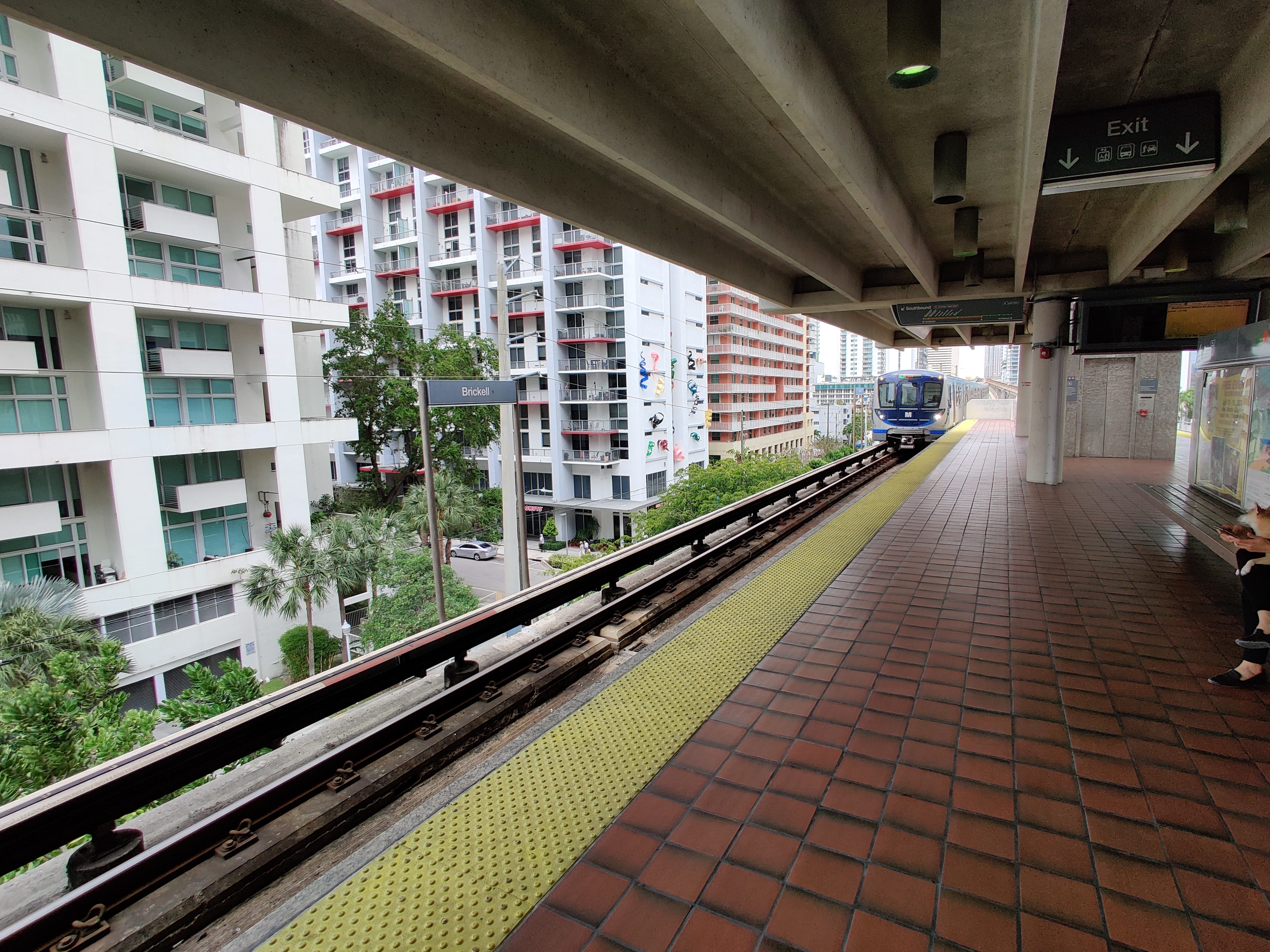
Brickell Metrorail station

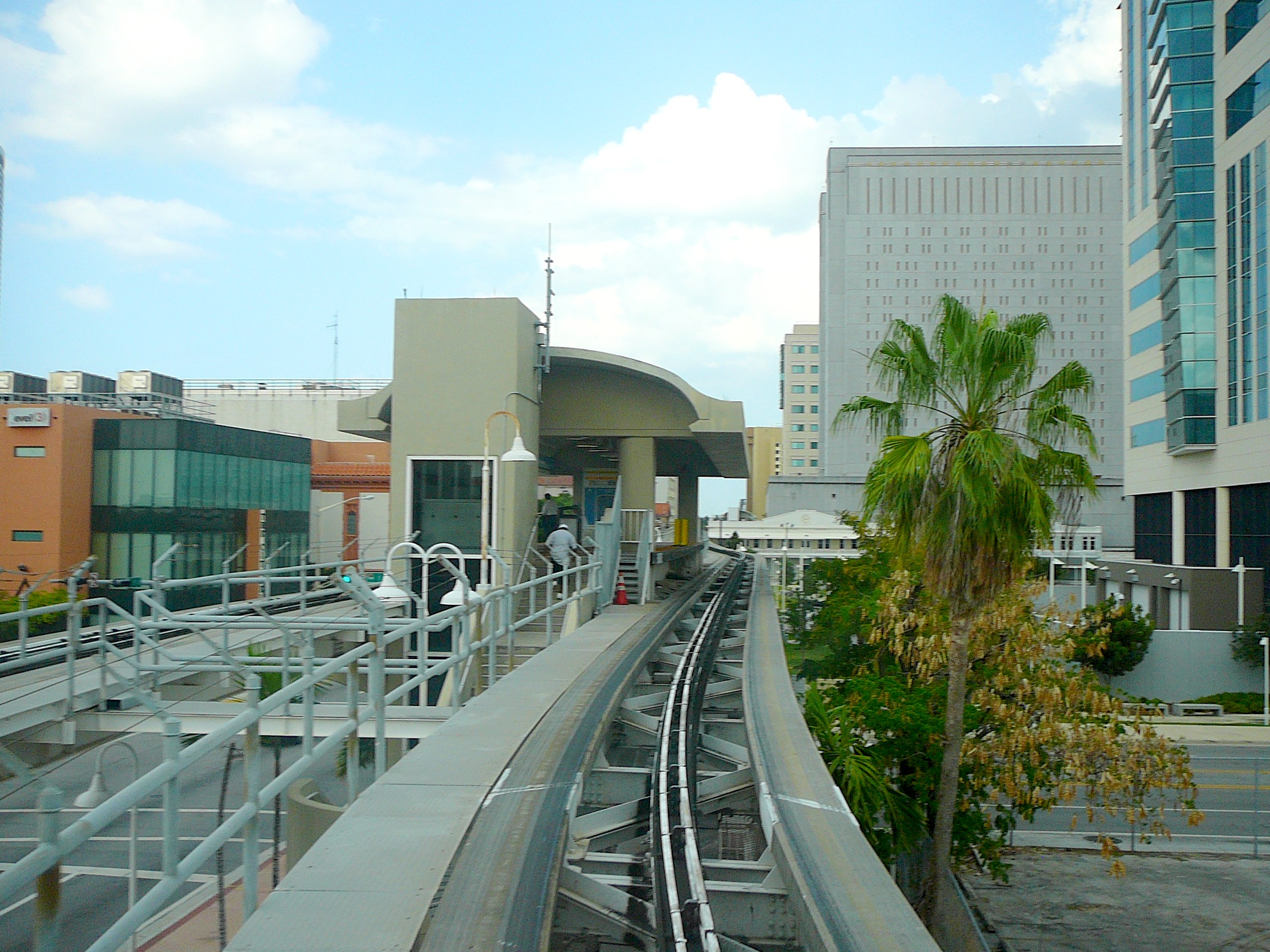
Arena/State Plaza Metromover station

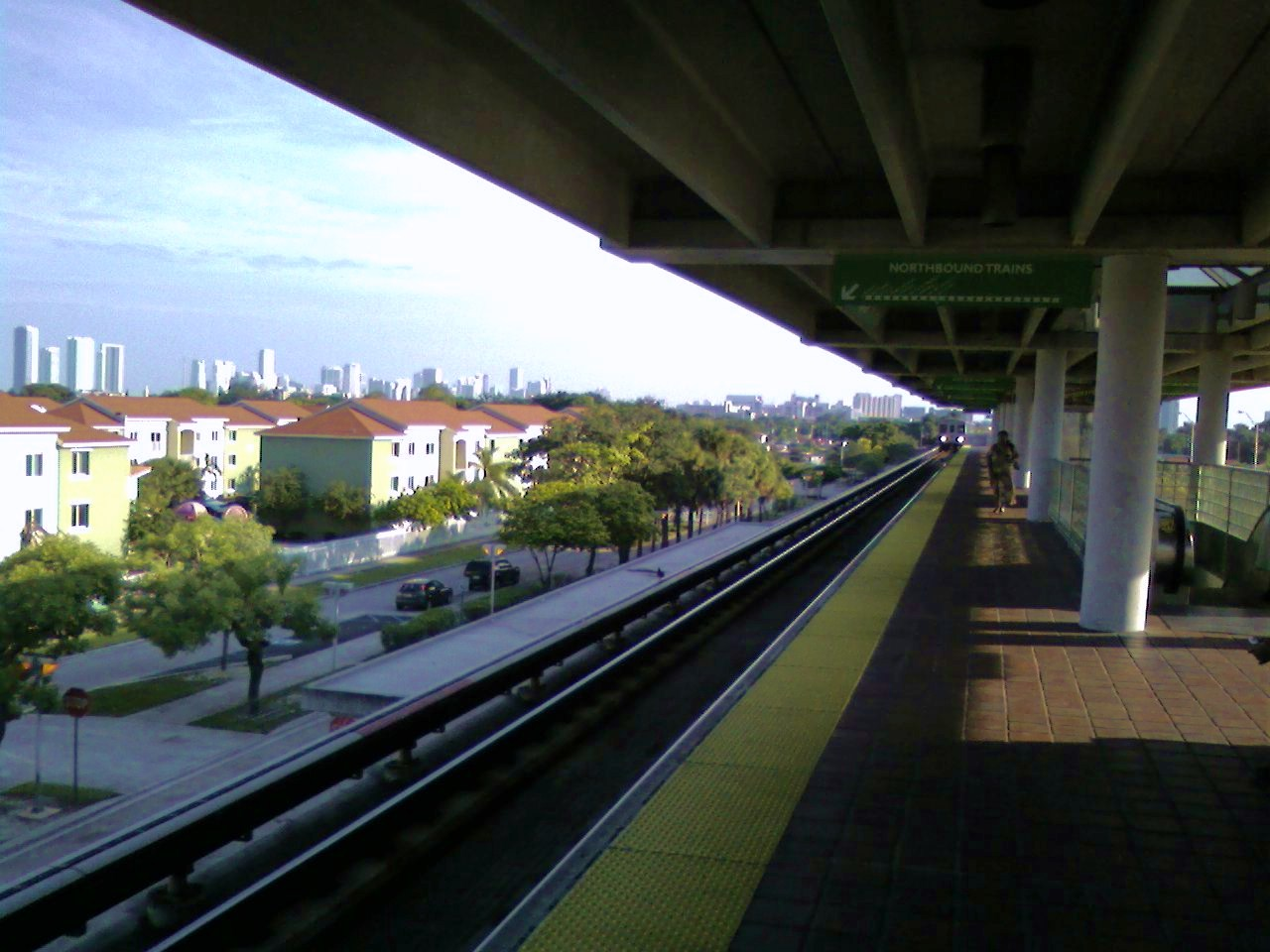
Allapattah Metrorail station

| * | Trasferimento |
| † | Capolinea     |

| Stazione                         | Linee                                                         | Località                    | Aperta           | Passeggeri al giorno | Riferimento              |
| -------------------------------- | ------------------------------------------------------------- | --------------------------- | ---------------- | -------------------- | ------------------------ |
| Adrienne Arsht Center            | Omni loop                                                     | Omni, Miami                 | 26 maggio 1994   | 2 932                | [ 3 ]                    |
| Allapattah                       | Green line, Orange line                                       | Allapattah, Miami           | 17 dicembre 1984 | 1 883                | [ 4 ]                    |
| Arena/State Plaza                | Inner loop, Brickell loop, Omni loop                          | Downtown, Miami             | 17 aprile 1986   | 771                  | [ 5 ]                    |
| Bayfront Park                    | Inner loop, Brickell loop, Omni loop                          | Downtown, Miami             | 17 aprile 1986   | 3 072                | [ 5 ]                    |
| Brickell*                        | Green line, Orange line, Brickell loop                        | Brickell, Miami             | 20 maggio 1984   | 6 332**              | [ 3 ] [ 6 ] [ 7 ] [ 8 ]  |
| Brownsville                      | Green line                                                    | Brownsville, Miami          | 19 maggio 1985   | 891                  | [ 9 ]                    |
| Civic Center                     | Green line, Orange line                                       | Civic Center, Miami         | 17 dicembre 1984 | 6 462                | [ 4 ]                    |
| Coconut Grove                    | Green line, Orange line                                       | Coconut Grove, Miami        | 20 maggio 1984   | 1 836                | [ 6 ]                    |
| College/Bayside*                 | Inner loop, Brickell loop, Omni loop                          | Downtown, Miami             | 17 aprile 1986   | 2 418                | [ 5 ]                    |
| College North                    | Inner loop, Brickell loop, Omni loop                          | Downtown, Miami             | 17 aprile 1986   | 1 576                | [ 5 ]                    |
| Culmer                           | Green line, Orange line                                       | Overtown, Miami             | 17 dicembre 1984 | 1 315                | [ 4 ]                    |
| Dadeland North                   | Green line, Orange line                                       | Dadeland, Miami             | 20 maggio 1984   | 6 388                | [ 6 ]                    |
| Dadeland South†                  | Green line, Orange line                                       | Dadeland, Miami             | 20 maggio 1984   | 6 994                | [ 6 ]                    |
| Douglas Road                     | Green line, Orange line                                       | Coral Gables                | 20 maggio 1984   | 4 086                | [ 6 ]                    |
| Dr. Martin Luther King Jr. Plaza | Green line                                                    | Gladeview, Miami            | 19 maggio 1985   | 1 494                | [ 9 ]                    |
| Earlington Heights               | Green line, Orange line                                       | Allapattah, Miami           | 17 dicembre 1984 | 1 574                | [ 4 ]                    |
| Eighth Street                    | Brickell loop                                                 | Brickell, Miami             | 26 maggio 1994   | 716                  | [ 3 ]                    |
| Eleventh Street                  | Omni loop                                                     | Park West, Miami            | 26 maggio 1994   | 229                  | [ 3 ]                    |
| Fifth Street                     | Brickell loop                                                 | Brickell, Miami             | 26 maggio 1994   | 434                  | [ 3 ]                    |
| Financial District†              | Brickell loop                                                 | Brickell, Miami             | 26 maggio 1994   | 1 104                | [ 3 ]                    |
| First Street                     | Inner loop, Brickell loop, Omni loop                          | Downtown, Miami             | 17 aprile 1986   | 1 349                | [ 5 ]                    |
| Freedom Tower                    | Omni loop                                                     | Downtown, Miami             | 26 maggio 1994   | 539                  | [ 3 ]                    |
| Government Center*               | Green line, Orange line, Inner Loop, Brickell loop, Omni loop | Downtown, Miami             | 20 maggio 1984   | 19 846**             | [ 5 ] [ 6 ] [ 8 ] [ 10 ] |
| Hialeah                          | Green line                                                    | Hialeah                     | 19 maggio 1985   | 1 710                | [ 9 ]                    |
| Historic Overtown/Lyric Theatre  | Green line, Orange line                                       | Overtown, Miami             | 20 maggio 1984   | 1 499                | [ 6 ]                    |
| Knight Center                    | Inner loop, Brickell loop, Omni loop                          | Downtown, Miami             | 17 aprile 1986   | 769                  | [ 5 ]                    |
| Miami Avenue                     | Inner Loop                                                    | Downtown, Miami             | 17 aprile 1986   | 887                  | [ 5 ]                    |
| Miami Central Station            | Orange line, Tri-Rail, Silver Meteor, Silver Star             | Miami International Airport | 28 luglio 2012   | N/A                  | [ 11 ] [ 12 ]            |
| Museum Park                      | Omni loop                                                     | Omni, Miami                 | 29 novembre 2013 | N/A                  | -                        |
| Northside                        | Green line                                                    | West Little River, Miami    | 19 maggio 1985   | 1 804                | [ 9 ]                    |
| Okeechobee                       | Green line                                                    | Hialeah                     | 19 maggio 1985   | 1 414                | [ 9 ]                    |
| Palmetto†                        | Green line                                                    | Medley                      | 23 maggio 2003   | 1 169                | [ 13 ]                   |
| Park West                        | Omni loop                                                     | Park West, Miami            | 26 maggio 1994   | 447                  | [ 3 ]                    |
| Riverwalk                        | Brickell loop                                                 | Downtown, Miami             | 26 maggio 1994   | 542                  | [ 3 ]                    |
| Santa Clara                      | Green line, Orange line                                       | Civic Center, Miami         | 17 dicembre 1984 | 747                  | [ 4 ]                    |
| School Board†                    | Omni loop                                                     | Omni, Miami                 | 26 maggio 1994   | 1 082                | [ 3 ]                    |
| South Miami                      | Green line, Orange line                                       | South Miami                 | 20 maggio 1984   | 3 345                | [ 6 ]                    |
| Tenth Street/Promenade           | Brickell loop                                                 | Brickell, Miami             | 26 maggio 1994   | 918                  | [ 3 ]                    |
| Third Street*                    | Brickell loop, Omni loop                                      | Downtown, Miami             | 26 maggio 1994   | 288                  | [ 3 ]                    |
| Tri-Rail                         | Green line, Tri-Rail                                          | Hialeah                     | 6 marzo 1989     | 1 578                | [ 14 ]                   |
| University                       | Green line, Orange line                                       | Coral Gables                | 20 maggio 1984   | 2 159                | [ 6 ]                    |
| Vizcaya                          | Green line, Orange line                                       | Coral Way, Miami            | 20 maggio 1984   | 1 345                | [ 6 ]                    |